# Pseudoprumna
Pseudoprumna is een geslacht van rechtvleugeligen uit de familie veldsprinkhanen (Acrididae). De wetenschappelijke naam van dit geslacht is voor het eerst geldig gepubliceerd in 1932 door Dovnar-Zapolskij.

## Soorten
Het geslacht Pseudoprumna  is monotypisch en omvat slechts de volgende soort:
- Pseudoprumna baldensis (Krauss, 1883)